# Parascythris
Parascythris är ett släkte av fjärilar. Parascythris ingår i familjen fältmalar, Scythrididae. Den enda arten i släktet är Parascythris muelleri